# 张二辰
张二辰（1948年—），男，河北元氏人，中华人民共和国政治人物，曾任石家庄市人民政府市长，第九届全国人大代表。中学毕业后回到家乡工作，历任公社党委书记、藁城县副县长、县长、石家庄市副市长、常务副市长，1993年被中组部授予“全国优秀中青年干部”称号。1998年被任命为中共石家庄市委副书记，当选石家庄市市长。
因涉嫌经济犯罪，中央纪委于2000年秋对其进行调查。2000年10月27日，石家庄市第十届人大常委会第十六次会议罢免其河北省第九届人民代表大会代表资格，同时被罢免的有涉嫌经济犯罪的原石家庄市商业银行副行长孟桂芝。同年11月26日，河北省九届人大常委会第十八次会议作出决定罢免张二辰的第九届全国人民代表大会代表职务，同时被罢免的还有时任河北省委常委、省政府常务副省长丛福奎。2001年2月15日，石家庄市第十届人民代表大会第四次会议罢免其市长职务。2002年8月30日，张二辰因利用职务之便，先后收受他人财物共计折合人民币44万余元，一审被河北省抚宁县人民法院判处有期徒刑10年。
1995年，河北省委曾有意提拔张二辰为石家庄市委副书记、市长，却遭到时任河北省委书记程维高的秘书李真阻挠。为了得到晋升，张二辰主动巴结李真，经常向他“汇报工作”，于1994年至2000年分多次向李真行贿人民币3.5万元，港币1万元，李真为张二辰的晋升出力颇多。